# Paraxoes semperi
Paraxoes semperi är en skalbaggsart som beskrevs av Stefan von Breuning 1958. Paraxoes semperi ingår i släktet Paraxoes och familjen långhorningar.
Artens utbredningsområde är Filippinerna. Inga underarter finns listade i Catalogue of Life.